# Zita Dazzi
Zita Dazzi (Milano, 1º novembre 1965) è una giornalista e scrittrice italiana, cronista di la Repubblica.

## Biografia
Milanese di nascita, vive a Roma fino ai 14 anni. Frequenta il liceo Parini a Milano, per poi laurearsi in Scienze Politiche a New York. Dopo aver lavorato per la RAI, l'Espresso e Radio Popolare, nel 1989 inizia a lavorare per la Repubblica alla redazione di Milano, occupandosi principalmente di cronaca politica e temi sociali.
Nel 2008 pubblica il suo primo libro, La Banda dei gelsomini, continuando a pubblicare negli anni successivi altri venti libri per ragazzi e adulti con le principali case editrici italiane, opere tradotte anche all'estero. Ha vinto diversi premi giornalistici e letterari. Menzione speciale nel 2020 al Premio Matteotti istituito dalla Camera dei Deputati per il romanzo "Con l'anima di Traverso", storia della partigiana Laura Wronowski. Insegna al master della Scuola di Giornalismo Walter Tobagi dell'Università Statale di Milano.

## Vita privata
Sposata, ha quattro figli.

## Opere
- Zita Dazzi e Barbara Boncini, Sciroppo di lumache e altri rimedi, Cinisello Balsamo, San Paolo Edizioni, 2010, ISBN 978-88-215-6803-9
- La fattoria delle uova volanti, Cinisello Balsamo, San Paolo Edizioni, 2011, ISBN 978-88-215-6987-6
- Il volo di Alice. Quando l'amore viene da lontano, Milano, Rizzoli, 2011, ISBN 978-88-17-04710-4
- Luce dei miei occhi, San Dorligo della Valle, Einaudi Ragazzi, 2012, ISBN 978-88-7926-977-3
- Il mondo di Teo, Milano, Il Castoro, 2013, ISBN 978-88-8033-693-8
- L'isola dei conigli, Belvedere Marittimo, Coccole Books, 2015, ISBN 978-88-98346-39-4
- In equilibrio perfetto, Roma, Sinnos, 2016, ISBN 978-88-7609-325-8
- Noi tre, Cagli, Settenove, 2017, ISBN 978-88-98947-22-5
- Pensami Forte, Roma, Lapis, 2017, ISBN 978-88-7874-530-8
- La banda dei gelsomini, Milano, Il Castoro, 2017, ISBN 978-88-6966-200-3
- La valigia di Adou, Milano, Il Castoro, 2017, ISBN 978-88-6966-214-0
- Con l'anima di traverso. La storia di resistenza e libertà di Laura Wronowski, Milano, Solferino, 2019, ISBN 978-88-282-0160-1
- Ascolta i battiti, Milano, Il Castoro, 2019, ISBN 978-88-6966-485-4
- Bella e Gustavo, Milano Il Castoro, 2019, ISBN 978-88-6966-445-8
- Zita Dazzi e Alice Barberini, Miracolo, Cervinara, Primavera, 2020, ISBN 978-88-85592-17-9
- Volevo essere un supereroe, Feltrinelli, 2021 ISBN 978-8807-91066-1
- Le grandi domande, con don Gino Rigoldi, Battello a Vapore, 2022
- Gli Anni di Luce, Piemme, 2023